# Oreol
Oreol (takođe poznat kao nimbus) je krug ili disk svetlosti koji okružuje glavu svete osobe. Simbolika svetlosti odnosi se na duhovni karakter osobe. Koristi se u ikonografiji različitih religija kako bi ukazao na svetost određene ličnosti. Tokom različitih istorijskih perioda koristio se i prilikom prikaza vladara ili heroja. U sakralnoj umetnosti antičke Grčke, antičkog Rima, hinduizma, budizma, islama i hrišćanstva i ostalih religija svete osobe mogu biti prikazane sa oreolom u obliku kruga svetlosti ili plamenom, može okruživati glavu ili čitavo telo – mandorla.  Oreol može biti prikazan  bilo kojom bojom ili kombinacijom boja što zavisi od kulture ili pak religije u kojoj je prisutan. Najčešće se prikazuje uz pomoć zlatne, žute ili bele boje kada predstavlja svetlo ili crvene boje kada predstavlja  plamen.

### Oreol u periodu antičke Grčke
U skladu sa istorijom drevne Grčke oreol je korišćen ne samo prilikom prikaza božanstava, već i junaka. Homer u okviru svog dela „Ilijada“ opisuje svetlost koja okružuje glave junaka tokom bitke. Umetnička dela sa prikazom Perseja sa zracima svetlosti oko njegove glave prilikom čina ubijanja Meduze mogu se pronaći u muzeju Luvr u Parizu ili pak u muzeju umetnosti Metropoliten u Njujorku. Na oslikanim predmetima iz južne Italije, zrakovi ili jednostavni oreoli okružuju niz mitskih figura, poput Tetide, koja je bila Ahilova majka. Kolos sa Rodosa je statua boga Sunca Heliosa sa krunom u obliku sunčevih zrakova.

### Oreol u rimskoj umetnosti
Najranija upotreba oreola vezuje se za grčku i rimsku umetnost, smatra se da konvencionalni prikaz svetlosti oko glave potiče iz zaratustrizma koji je ukazivao na „božanski sjaj“ persijskih kraljeva i kao takav je prenet posredstvom mitraizma. Iako su slike iz perioda Rimskog carstva nestale, dokaz da je oreol imao svoje mesto u okviru ove umetnosti su mozaici, poput mozaika iz Tunisa koji datira iz 2. veka.

### Oreol u azijskoj umetnosti
Upotreba oreola  je  široko rasprostranjena u indijskoj umetnosti, naročito u okviru budizma gde se pojavljuje najkasnije u 1. veku nove ere. Iako se u nekim budističkim tekstovima spominje da Buda nikada nije imao oreol oko glave, ali se ukazuje da je emitovao zrake svetlosti tokom nirvane i parinirvane. U Indiji se pod nazivima „Prabhamandala“ ili „Siras-cakra“ podrazumeva oreol koji okružuje glavu određene ličnosti, dok se termin „Prabhavali“ odnosi na oreol koji okružuje čitavo telo. Vladari Kušanskog carstva su se među prvima na sopstvenim kovanicama prikazivali sa oreolom. U kineskoj i japanskoj budističkoj umetnosti, oreol se takođe koristi od najranijih perioda. Tibetanski budizam koristi različite vrste oreola. Različite boje oreola ukazuju na specifično značenje, narandžasta boja je za monahe, zelena za Budu. Figure obično imaju dva oreola, koji okružuju glavu i telo i koji se presecaju. U azijskoj umetnosti oreol se ne sastoji samo od svetlosti već i od plamena koji se prvi put pojavljuje u kineskoj umetnosti. U okviru prikaza plamenova može se razlikovati plamen koji se nalazi na prstenu oreola i veoma istaknut plamen, ponekad čak i sa dimom koji se javlja u pojedinim budističkim prikazima i persijskim minijaturama. Ovaj tip je retko prisutan u hrišćanskoj umetnosti. U okviru islamske umetnosti oreoli su se pojavljivali tokom različitih perioda i na različitim područjima, naročito su bili zastupljeni u  slučaju persijskih minijatura i tokom Mogulskog i Otomanskog carstva. Plamteći oreoli koji potiču iz budističke umetnosti okružuju anđele, mogu se videti i u prikazima Muhameda ili drugih svetih ličnosti. Od ranog 17. veka oreoli se počinju koristiti prilikom portretisanja vladara Mogulskog carstva.  Uprkos tituli koju je imao Osmanlije su izbegavale korišćenje oreola prilikom prikaza sultana.

### Oreol u hrišćanskoj umetnosti
Oreol postaje deo ranohrišćanske umetnosti u 4. veku sa najranijim ikonama Isusa Hrista. Isprva je oreol predstavljao simbol božanske prirode Isusa Hrista i njegovog učenja, stoga je prikaz pre krštenja bio bez oreola. Ovakvo prvobitno gledište je sa sobom povlačilo pitanje o prirodi i učenju Hristovom koje je bilo dato rođenjem (iz perspektive pravoslavlja) ili je božansku prirodu stekao pri krštenju (iz perspektive nestorijanstva). Oreol sa krstom iznutra ili pak krstom koji se prostire izvan oreola koristio se naročito tokom srednjeg veka za prikazivanje ličnosti Svetog Trojstva, naročito Isusa. U  mozaicima u bazilici Svete Marije u Rimu, Isus je prikazan sa krstom u okviru oreola ili izvan oreola, anđeli na istim tim mozaicima imaju uobičajene oreole, dok ih Josif i Marija uopšte nemaju. Oreol u obliku trougla korišćen je kao simbol Svete Trojice. Okrugli oreoli obično su korišćeni u slučaju svetaca, starozavetnih proroka, anđela i drugih svetih ličnosti. Vizantijski carevi i carice su takođe bili predstavljani sa oreolima, ali su se ti oreoli samo iscrtavali. U srednjovekovnoj italijanskoj umetnosti ličnosti koje još uvek nisu bile kanonizovane kao sveci slikani su sa linearnim zracima koji isijavaju oko glave, ali bez definisane kružne linije oreola. Iz perioda baroka karakterističan je Marijin oreol koji je sačinjen od 12 zvezda. Četvrtasti oreoli su isprva smatrani svešteničkim, ali su sa ovim oreolima prikazivani i žene i deca, ovaj oblik je usvojen kako bi se mogli razlikovati darivaoci i ostali značajni ljudi za crkvu od svetaca koji su imali okrugli oreol. Kvadrat je smatran zemaljskim geometrijskim oblikom i kao takav je bio inferiorniji u odnosu na krug.Na mozaicima u periodu između 5. i 6. veka plavu boju oreola zamenjuje zlatna. Zlatna boja preovladava zato što sasvim jasno ukazuje na predstavu svetosti kroz činjenicu da je u pitanju boja koja je blistava, nema razlike u nijansama i ne može se pomešati sa drugim bojama.

### Promena prikaza oreola
Usled većeg prisustva realizma u slikarstvu, oreol postaje problematičan za prikazivanje na slikama. Promena kompozicije zastupljene u slikarstvu smanjuje mogućnosti da oreol postane deo takve kompozicije. Ovakav odnos prema prikazivanju oreola u slikarstvu se prvo može uočiti u radu Đota di Bondonea, koji Isusa Hrista nastavlja prikazivati sa kružnim oreolom, dok njegovi sledbenici prestaju praktikovati ovakav način prikazivanja. Perspektiva u slikarstvu postaje sve značajnija što utiče na prikazivanje oreola, koji je nekada bio prikazivan tako da se vidi u potpunosti, sada zauzima lebdeći položaj iznad glave svetaca.
Početkom 15. veka Jan van Ajk i Rober Kampen napuštaju uppotrebu oreola, iako su ga određeni holandski slikari nastavili koristiti. Uglavnom je praksa slikanja oreola duže traja u Italiji, mada je prikaz bio sveden na tanku zlatnu traku kojom je predstavljen samo okvir oreola. Što je uošljivo u radovima Đovanija Belinija i Leonarda da Vinčija. Fra Anđeliko, koji je pored toga što je bio renesansni slikar bio i  monah, se protivio promenama u načinu prikazivanja oreola i u njegovim delima se može videti da zbog kompozicije zlatni diskovi u istoj ravni kao i sama pozadina slike počinju ometati ostale figure.
U visokoj renesansi donete su uredbe, kao reakcija na protestantsku reformaciju, kojima je upotreba oreola postala propisana, mada je opstala težnja za što diskretnijim i prirodnijim izgledom koji se stvarao efektom svetlosti koja je okruživala glavu svetaca i drugih ličnosti.
Do 19. veka oreol postoje netipičan u zapadnoj umetnosti, iako je ostao zadržan na ikonama. Zbog ovoga je postala prilično iznenađujuća odluka Džona Milea da svom realističnom prikazu Svetog Stefana doda prstenast oreol.

## Literatura
- Aster, Shawn Zelig, (2012). The Unbeatable Light: Melammu and Its Biblical Parallels. ISBN 978-3-86835-051-7.. Alter Orient und Altes Testament vol. 384 (Münster).
- Crill, Rosemary, and Jariwala, Kapil. (2010). The Indian Portrait, 1560–1860. ISBN 978-1-85514-409-5.. National Portrait Gallery, London.
- Didron, Adolphe Napoléon, Christian Iconography: Or, The History of Christian Art in the Middle Ages, Translated by Ellen J. Millington, H. G. Bohn, (Original from Harvard University, Digitized for Google Books) – Volume I, Part I (pp. 25–165) is concerned with the halo in its different forms, though the book is not up to date.
- Dodwell, C. R. (1993). The Pictorial arts of the West, 800–1200. Yale University Press. ISBN 978-0-300-06493-3.
- Rhie, Marylin and Thurman, Robert (eds.): (1991). Wisdom And Compassion: The Sacred Art of Tibet. ISBN 978-0-8109-2526-7.
- Schiller, Gertrud,. Iconography of Christian Art, Vol. I. ISBN 978-0-85331-270-3.. 1971 (English trans from German), Lund Humphries, London.